# Premios Pulsar
Los Premios Pulsar, conocidos también como Premios Pulsar de la Música Chilena, son unos premios creados en 2015 por la Sociedad Chilena del Derecho de Autor (SCD) de Chile para reconocer a lo mejor de la creación musical de ese país en el período de un año.

## Historia
Compuesta además por una mesa de trabajo compuesta de diferentes actores de la música chilena, estos premios se convierten en el primer espacio de reconocimiento únicamente para los músicos, además de una instancia de encuentro para todos quienes participan en el ámbito de la creación, producción, difusión y promoción de la música en Chile.
Estos premios cuentan con 22 categorías, de las cuales 17 corresponden a diversos géneros y ramas de la música, y dos a otras expresiones artísticas, pero vinculadas a este mundo (literatura y audiovisual). La categoría "Artista del Año" es elegida a través de votación popular incorporando por primera vez la participación del público en una premiación de estas características, mientras que el resto está a cargo de un jurado especializado para cada una de las categorías.

## Jurado
El jurado está compuesto por periodistas especializados, productores musicales, músicos, ingenieros en sonido, musicólogos y académicos, todos expertos en sus respectivas categorías a evaluar, los cuales cambian cada año. Entre las personas que han sido jurado destacan la artista Juanita Parra, el compositor de música docta Sebastián Errázuriz; el productor y mánager Carlos Fonseca, los periodistas David Ponce, Fernando Mujica y Humberto Sichel; el musicólogo Luis Merino, el cineasta Cristián Galaz y el ingeniero y productor musical Gonzalo “Chalo” González, entre muchos otros.

## Galardón
El premio que reciben los ganadores se denomina "El Aplauso", el cual fue creado y diseñado por la destacada escultora chilena Catalina Rojas. De acuerdo a Rojas, el premio representa la conexión que se produce entre el artista y el público a través del aplauso.

## Categorías

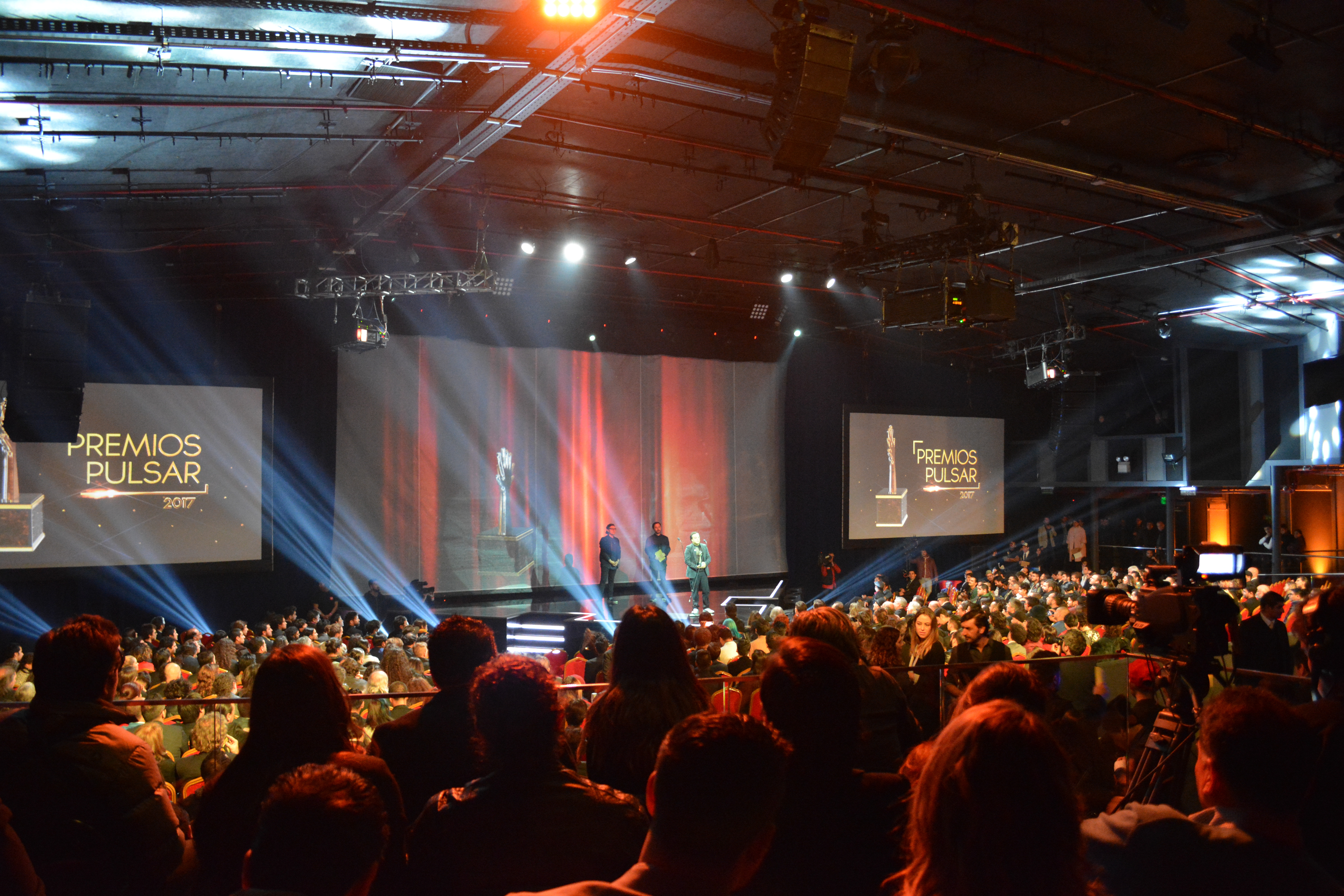
Edición 2017 de los Premios Pulsar.

### Historia
Inicialmente fueron 20 las categorías a premiar, donde dos de ellas eran premiadas mediante la votación del público días previos al evento. A partir de la segunda edición, se agregó la categoría a Mejor Productor Musical, mientras que solo la categoría a Mejor Artista del Año fue escogida mediante el voto del público. Desde el año 2017 se agregó la categoría a Mejor Arte de un Disco. Además, se entrega un Premio especial a la Figura fundamental de la música chilena, que se entrega desde 1987. En 2025, las categorías de género pasaron de llamarse "Mejor Artista" a "Mejor Álbum". Actualmente se entregan 27 categorías competitivas junto con dos premios basados en estadísticas de radio y streaming.

### Excepciones
Algunas categorías poseen excepciones en su postulación y premiación:
- En 2021, la categoría a Mejor Artista Jazz y Fusión se dividió, desde entonces se premia Mejor Artista Jazz un año y al siguiente se premia Mejor Artista Fusión, y así sucesivamente. Lo mismo aplica para las categorías a Mejor Arte para un Disco y Mejor Publicación Musical Literaria, que también se presentan alternadamente. Desde 2025, las categorías Mejor Artista Jazz y Mejor Artista Fusión volverán a ser entregadas por separado en una misma edición.
- Desde 2023, el Premio a la Difusión de la Música de los Pueblos Originarios y la categoría a Mejor Artista de Música para la Infancia se presentan de forma bienal.
- La categoría a Mejor Artista Música Clásica o de Concierto divide sus postulaciones desde 2022 con base en su formato. Es decir, mientras que en un año la categoría se enfoca en obras acústicas sin electrónica, al siguiente año esta premia obras electrónicas o mixtas (con instrumentos acústicos), y así sucesivamente.
- La categoría a Instrumentista del Año se otorga alternadamente a instrumentistas populares y doctos.
- En las categorías vinculadas a la música y la categoría de Grabación del Año, el premio o la nominación no van al artista intérprete si no que van a personas específicas dentro del proceso de la creación del proyecto musical. Así, Mejor Videoclip va al director del video musical, Mejor Arte para un Disco va al diseñador del disco, Mejor Publicación Musical Literaria va al autor de la obra y Grabación del Año va a los ingenieros(as), productores(as) o músicos(as), del proceso de grabación del proyecto.

### Categorías actuales
| Categorías Musicales - Artista del Público (Artista del Año (2015-2022)) - Canción del Año - Álbum del Año - Mejor Álbum Pop - Mejor Álbum Rock - Mejor Álbum de Música Tradicional Folclórica Chilena (Mejor Artista Música de Raíz (2018-2024)) - Mejor Álbum Jazz (2017, alternada entre 2021 y 2024) - Mejor Álbum Fusión (2017, alternada entre 2021 y 2024) - Mejor Álbum Metal - Mejor Álbum de Música Electrónica - Mejor Álbum de Música Tropical y Ranchera (desde 2021) - Mejor Álbum Balada o Música Romántica (Mejor Artista Balada (2015-2018); descontinuada entre 2019-2024) - Mejor Álbum Rap, Reggae, R&B (desde 2025) - Mejor Álbum Urbano - Mejor Cantautor o Cantautora | - Mejor Álbum de Música para la Infancia (Mejor Artista Infantil (2015-2017); bienal desde 2023) - Mejor Compositor o Compositora de Música Clásica o de Concierto - Instrumentista del Año - Intérprete del Año (desde 2025) - Mejor Nuevo o Nueva Artista (Artista Revelación (2015-2020)) - Premio a la Difusión de la Música de los Pueblos Originarios (Bienal desde 2023) - Mejor Compositor o Compositora de Música para Audiovisuales (Mejor Música para Audiovisuales (2015-2022)) - Grabación del Año (desde 2022) - Mejor Productor o Productora Musical (desde 2016) - Canción Más Tocada en Radios - Canción Más Reproducida en Plataformas Digitales Categorías Vinculadas a la Música - Mejor Publicación Musical Literaria (Mejor Publicación Musical (2015-2020, alternada desde 2021) - Mejor Portada de Disco Disco (2017-2020; alternada desde 2021) - Mejor Videoclip (desde 2017) |

### Premios especiales
Desde 2018, se entregan premios especiales en reconocimiento a una figura importante del  industria artística chilena, en 2018 se entregó al cineasta Silvio Caiozzi  el Premio a la Defensa de las Artes y en 2019 a la periodista Marisol García Correa el Premio Fomento de la Música y Desarrollo.
- Premio Fomento de la Música y Desarrollo (desde 2019)
- Premio a la Defensa de las Artes (2018)

### Categorías retiradas
| - Mejor Artista Música Tropical (2015-2020) - Mejor Artista Jazz y Fusión (2015-2016, 2018-2020) | - Mejor Producción Audiovisual Vinculada a la Música (2015-2016) |

## Ceremonias
| Año          | Fecha                                   | Recinto                                                      | Anfitrión(es)                       | Transmisión                                                              | Fuente               |
| ------------ | --------------------------------------- | ------------------------------------------------------------ | ----------------------------------- | ------------------------------------------------------------------------ | -------------------- |
| 1.ª Edición  | 28 de julio de 2015                     | Teatro Nescafé de las Artes, Santiago                        | Ignacio Franzani                    | La Red (TV) Radio Cooperativa (Radio)                                    | [ 7 ]                |
| 2.ª Edición  | 10 de mayo de 2016                      | Teatro Teletón, Santiago                                     | Ignacio Franzani                    | La Red (TV) Radio Cooperativa (Radio)                                    | [ 8 ]                |
| 3.ª Edición  | 31 de mayo de 2017                      | Teatro Teletón, Santiago                                     | Cristián Sánchez                    | TVN (TV) Radio Bío-Bío (Radio)                                           | [ 9 ]                |
| 4.ª Edición  | 12 de junio de 2018 14 de junio de 2018 | Sala SCD de Plaza Egaña, Santiago Estudio 1 de TVN, Santiago | Alfredo Lewin                       | TVN.cl (Streaming) TVN (TV, solo la segunda noche) Radio Bío-Bío (Radio) | [ 10 ] [ 11 ]        |
| 5.ª Edición  | 9 de julio de 2019                      | Teatro Teletón, Santiago                                     | Eduardo Fuentes                     | La Red (TV) Radio Bío-Bío (Radio)                                        | [ 12 ] [ 13 ] [ 14 ] |
| 6.ª Edición  | 15 de julio de 2020                     | Transmisión en línea                                         | Humberto Sichel Javiera Contador    | Súbela Radio Chile (Web)                                                 | [ 15 ] [ 16 ]        |
| 7.ª Edición  | 9 de junio de 2021                      | Transmisión en línea                                         | Eduardo Fuentes                     | La Red (TV) Radio Bío-Bío (Radio)                                        | [ 17 ] [ 18 ]        |
| 8.ª Edición  | 30 de mayo de 2022                      | C.C. Estación Mapocho, Santiago                              | Eduardo Fuentes                     | La Red (TV) Radio Bío-Bío (Radio)                                        | [ 19 ] [ 20 ]        |
| 9.ª Edición  | 4 de junio de 2023                      | Estudio 1 de TVN, Santiago                                   | Eduardo Fuentes Ivette Vergara      | TVN (TV) Radio Bío-Bío (Radio)                                           | [ 21 ]               |
| 10.ª Edición | 6 de junio de 2024                      | Estudio 9 de TVN, Santiago                                   | Eduardo Fuentes                     | TVN (TV) Radio Bío-Bío (Radio)                                           | [ 22 ]               |
| 11.ª Edición | 2 de julio de 2025 6 de julio de 2025   | Sala SCD Bellavista, Santiago Estudio 1 de TVN, Santiago     | Alfredo Lewin Jean Philippe Cretton | TVN.cl (Streaming) TVN (TV, solo segunda noche) Radio Bío-Bío (Radio)    | [ 23 ]               |

## Ganadores
A continuación, se muestran los ganadores de las tres categorías más importantes de la premiación en cada edición.
| Edición | Álbum del Año                             | Canción del Año                                   | Artista del Público                    |
| ------- | ----------------------------------------- | ------------------------------------------------- | -------------------------------------- |
| 2015    | Ana Tijoux Vengo                          | Ana Tijoux «Vengo»                                | Ana Tijoux Vengo                       |
| 2016    | Camila Moreno Mala madre                  | Camila Moreno «Tu mamá te mató»                   | La Combo Tortuga                       |
| 2017    | Álex Anwandter Amiga                      | Álex Anwandter «Siempre es viernes en mi corazón» | Villa Cariño                           |
| 2018    | Congreso La canción que te debía          | Mon Laferte «Amárrame»                            | Movimiento Original Mov Rap & Reggae   |
| 2019    | Mon Laferte Norma                         | Paloma Mami «Not Steady»                          | La Combo Tortuga (2) Amanecer bailando |
| 2020    | Cómo Asesinar a Felipes Naturaleza muerta | Cami «Aquí estoy»                                 | Cami                                   |
| 2021    | Francisca Valenzuela La fortaleza         | Francisca Valenzuela «Flotando»                   | DrefQuila                              |
| 2022    | Camila Moreno (2) Rey                     | Yorka, Gepe y Lido Pimienta «Viento»              | La Combo Tortuga (3)                   |
| 2023    | Congreso (2) Luz de flash                 | Polimá Westcoast y Pailita «Ultra solo»           | Paula Rivas                            |
| 2024    | Mon Laferte (2) Autopoiética              | Los Bunkers «Rey»                                 | Los Bunkers                            |
| 2025    | Ana Tijoux (2) Vida                       | Gepe y Mon Laferte "Bolero Libra"                 | La Combo Tortuga (4)                   |